# Кантон Женева
Кантон Женева (скраћеница GE, фр. République et Canton de Genève) је кантон на крајњем југозападу Швајцарске. Главни град кантона је Женева.

## Природне одлике
Кантон Женева се налази на западној обали Женевског језера, на месту где из њега истиче река Рона. Обухвата град Женеву и њено ближе залеђе. Са готово свих страна је окружен територијом Француске. Од швајцарских кантона, додирује се само кратком границом са кантоном Во. Највиши врх је на 516 метара. Површина кантона је 282 km².

## Историја
Кантон Женева је један од кантона који су се најкасније придружили Швајцарској конфедерацији. То се догодило 1815. г., после Бечког конгреса. Као и неки други кантони, кантон Женева себе сматра засебном републиком.

## Становништво и насеља
Кантон Женева је имао 453.241 становника 2009. г.
У кантону Женева говори се француски језик. Кантон је као колевка калвинизма и даље званично протестантски, иако данас у њему живи више римокатолика. Женева је веома космополитски град и седиште многих међународних установа. Странци чине 37,42% становништва.
Једини „прави“ град је Женева, док су сва остала насеља њена предграђа. Од њих највећа насеља су Верније, Ланси и Мерен.

## Привреда
Привреда се заснива на трговини и финансијским услугама.

## Галерија слика
- Сателитски снимак кантона
- Женевско језеро
- Град Женева
- Јавни превоз у кантону